# Narciso de Esténaga y Echevarría
Narciso de Esténaga y Echevarría (Logroño, 29 ottobre 1882 – Miguelturra, 22 agosto 1936) è stato un vescovo cattolico spagnolo. È uno dei tredici vescovi uccisi nella zona repubblicana durante la guerra civile spagnola, vittima della persecuzione religiosa.

## Biografia
Narciso de Esténaga y Echevarría nacque a Logroño il 29 ottobre 1882.

### Formazione e ministero sacerdotale
Orfano del padre bracciante e della madre lavandaia, crebbe prima a Vitoria e poi in una scuola per orfani a Toledo fondata da Joaquín de Lamadrid, che sarebbe stato martirizzato nel mese di agosto del 1936. Egli rimase colpito dalla vivace intelligenza del bambino. Lamadrid gli fece ottenere una borsa di studio grazie alla quale poté studiare al seminario di Toledo. Si laureò in giurisprudenza.
Nel 1907 fu ordinato presbitero per l'arcidiocesi di Toledo. Oltre che per il diritto, aveva un debole per la storia e l'arte. Grazie suo talento fu subito nominato canonico della cattedrale primaziale.  Quattro anni più tardi, nel 1913, fu promosso ad arcidiacono della cattedrale di Toledo.

### Ministero episcopale
Amico e confessore di re Alfonso XIII di Spagna, dopo quindici anni di ministero sacerdotale, il 20 novembre 1922 il monarca lo scelse come priore di Ciudad Real, una circoscrizione ecclesiastica che all'epoca era affidata alla cura spirituale degli antichi ordini militari. Il 14 dicembre dello stesso anno papa Pio XI confermò la nomina e gli assegnò la sede titolare di Dora. Il re in persona lo investì del titolo di cavaliere dell'Ordine di Santiago. Ebbe come padrini il conte Juan Mariano de Goyeneche y Gamio e la duchessa di Goyeneche. Ricevette l'ordinazione episcopale il 22 luglio successivo a Madrid dal cardinale Enrique Reig y Casanova, arcivescovo metropolita di Toledo, coconsacranti l'arcivescovo metropolita di Valencia Prudencio Melo y Alcalde e il vescovo di Madrid Leopoldo Eijo y Garay. Il 12 agosto fece il suo ingresso solenne a Ciudad Real.
Parlò al congresso nazionale catechistico di Granada del 1929, al congresso ibero-americano di Siviglia e al congresso eucaristico di Toledo.
Era corrispondente della Real Academia de la Historia e della Real Academia de Bellas Artes de San Fernando e accademico e direttore dell'Academia de Bellas Artes y Ciencias Históricas de Toledo. Parlava diverse lingue e scrisse alcuni libri, tra cui una storia della cattedrale di Toledo lasciata incompiuta. Nell'aprile del 1936 il presidente della Repubblica Niceto Alcalá Zamora gli commissionò l'Elogio fúnebre de Lope de Vega in occasione del terzo centenario della morte di Phoenix di Wits.
Quando scoppiò la guerra civile si venne a creare una situazione equivoca. Il governatore civile di Ciudad Real, Germán Vidal Barreiro, era un sostenitore di Santiago Casares Quiroga e promosse la moderazione ma non impedì i massacri compiuti dai militanti. Nonostante il pericolo, il vescovo decise di rimanere nella sua diocesi. Quando il contingente della Guardia Civil di stanza in città fu trasferito a Madrid, il vescovo rimase in balia dei radicali di sinistra. Il 5 agosto i militanti fecero irruzione e perquisirono il suo palazzo. Il 13 dello stesso mese fu forzatamente costretto a lasciare la sua casa insieme al suo cappellano, don Julio Melgar. Si stabilì a casa di un amico, Saturnino Sánchez Izquierdo, che più tardi sarebbe stato ucciso.

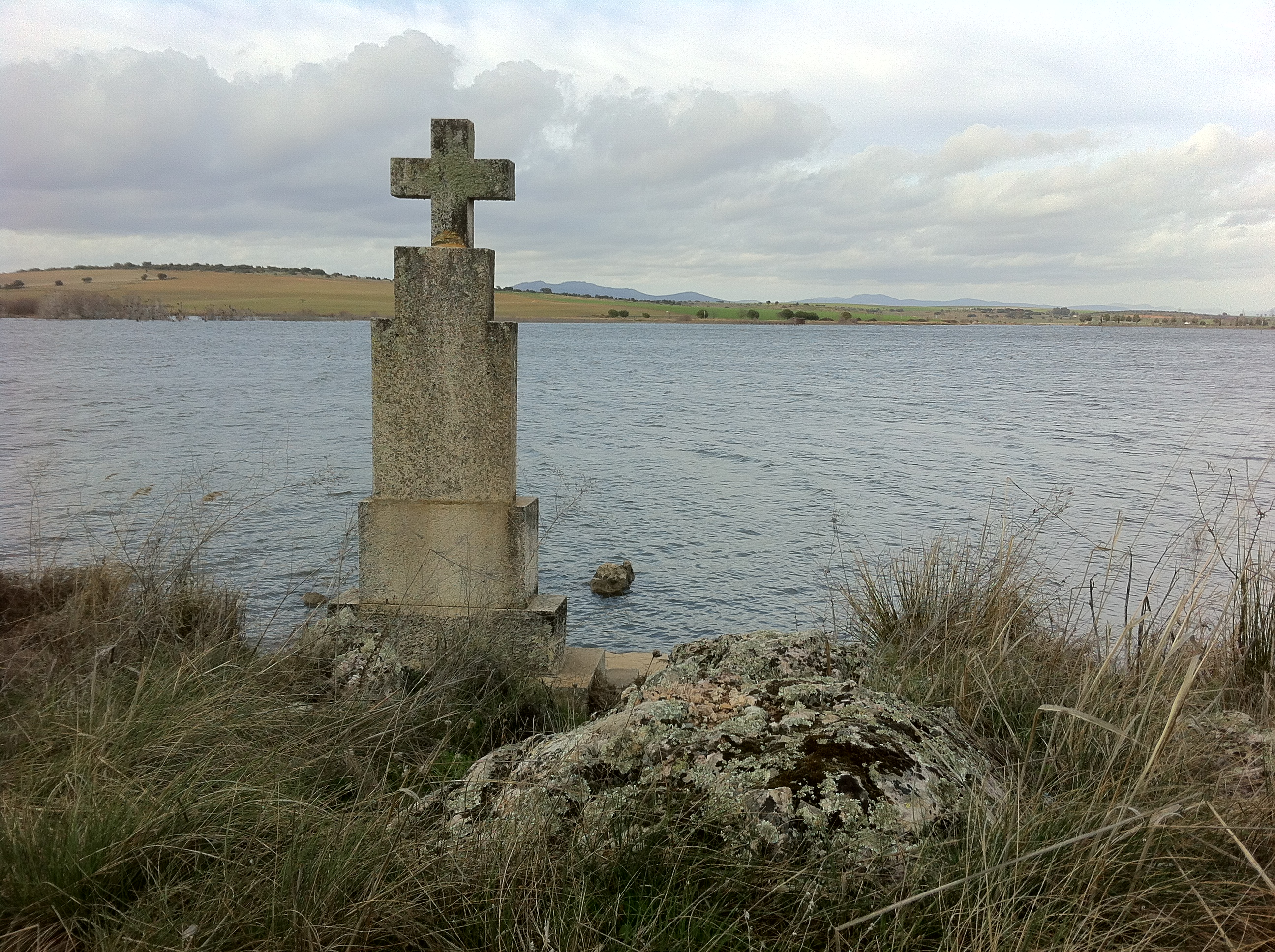
Croce eretta in sua memoria nel luogo dell'esecuzione a Peralvillo Bajo (Miguelturra), sulle rive del fiume Bañuelos.

La mattina del 22 agosto i militanti presero con la forza il vescovo e il suo cappellano. Non opposero resistenza. Li condussero vicino a Peralvillo del Monte, sulle rive della Guadiana e a otto chilometri da Ciudad Real. Lì vennero fucilati. Il punto esatto dell'esecuzione è attualmente nel comune di Miguelturra e leggermente sommerso dal bacino del serbatoio del fiume Bañuelos, a 500 metri dal sua sbocco della Guadiana. Sulla sponda, l'Azione Cattolica Spagnola eresse un memoriale che ricorda i fatti.
I corpi vennero trovati il giorno dopo e furono trasferiti al cimitero della città. Fu sepolto nella tomba del capitolo della cattedrale. Qualche tempo dopo la vittoria della fazione nazionalista, il 10 maggio 1940, il suo corpo fu traslato nella cattedrale di Ciudad Real e posto sotto una lapide ai piedi dei gradini dell'altare con un riassunto di quanto accaduto in latino. In seguito le sue spoglie furono spostate in una cappella laterale, dove vennero posti anche i resti del suo segretario.

## Beatificazione
Il 28 aprile 2006 papa Benedetto XVI ricevette in udienza privata il cardinale José Saraiva Martins, prefetto della Congregazione delle cause dei santi, e lo autorizzò a promulgare il decreto riguardante il martirio dei Servi di Dio Narciso de Esténaga y Echevarría, vescovo di Ciudad Real, e 10 compagni.
Monsignor de Esténaga y Echevarría e altri 497 martiri della guerra civile spagnola vennero beatificati il 28 ottobre 2007 durante una cerimonia tenutasi in piazza San Pietro a Roma e presieduta dal cardinale José Saraiva Martins, prefetto della Congregazione delle cause dei santi.
La festa liturgica del beato Narciso de Esténaga y Echevarría e compagni martiri del XX secolo in Spagna si celebra il 6 novembre.
Il suo elogio si legge nel Martirologio romano al 22 agosto.

## Genealogia episcopale e successione apostolica
La genealogia episcopale è:
- Cardinale Scipione Rebiba
- Cardinale Giulio Antonio Santori
- Cardinale Girolamo Bernerio, O.P.
- Arcivescovo Galeazzo Sanvitale
- Cardinale Ludovico Ludovisi
- Cardinale Luigi Caetani
- Cardinale Ulderico Carpegna
- Cardinale Paluzzo Paluzzi Altieri degli Albertoni
- Papa Benedetto XIII
- Papa Benedetto XIV
- Papa Clemente XIII
- Cardinale Bernardino Giraud
- Cardinale Alessandro Mattei
- Cardinale Pietro Francesco Galleffi
- Cardinale Giacomo Filippo Fransoni
- Cardinale Carlo Sacconi
- Cardinale Edward Henry Howard
- Cardinale Mariano Rampolla del Tindaro
- Cardinale Rafael Merry del Val y Zulueta
- Cardinale Francesco Ragonesi
- Cardinale Enrique Reig y Casanova
- Vescovo Narciso de Esténaga y Echevarría

La successione apostolica è:
- Vescovo Francisco Barbado y Viejo, O.P. (1935)